# Number 1’s (album Mariah Carey)
#1’s – ósmy album Mariah Carey wydany przez Sony Music. Album nie jest przykładem regularnej składanki typu greatest hits, a  jedynie kwintesencją ośmioletniej pracy artystycznej piosenkarki, a na jego skład wchodzą „numery 1” zestawienia listy czasopisma „Billboard” oraz nowe produkcje. Płyta odniosła sukces na całym świecie, w 2008 roku sprzedaż przekroczyła liczbę 19 milionów kopii.

## Kulisy i produkcja
W połowie 1998 roku, po wydaniu Butterfly we wrześniu poprzedniego roku, Carey zajmowała się projektem filmu i soundtracku All That Glitters; powiedziała wtedy, że „nie wróci do studia dopóki nie skończy tego projektu”. Po rozwinięciu się projektu, Carey wyruszyła w trasę koncertową która promowała Butterfly i zwiększyła sprzedaż. Producenci Sony Music, właściciela Columbia Records, chcieli, aby Carey wydała album typu „greatest hits” na czas, gdy nie pracuje w studiu. Carey, która nie miała czasu na pracę w studio, zgodziła się na takie rozwiązanie. Carey miała dostatecznie dużo singli #1 i mogła wydać składankę zawierającą wszystkie hity, a na składance są one ułożone od najnowszego do najstarszego.

### Kompilowanie singli
Mariah od początku twierdziła, że jej składanka powinna różnić się od innych tego typu albumów i naciskała na wytwórnię Sony/Columbia, aby nie nazywać tego Greatest Hits, czy też nawiązywać do tej nazwy. Powiedziała MTV: „(To) nie są największe hity, nie jestem piosenkarką nawet 10 lat, to są tylko single, które zdobyły pierwsze miejsca na międzynarodowych listach przebojów”. w wywiadzie dla VIBE tłumaczyła, że jej ulubione piosenki to te, które „nigdy nie ujrzały światła dziennego (...) Wszyscy uważali, że ja nie chcę, aby wydano piosenki, które nie staną się hitami. To nieprawda.  Wydałam takie single, które nie zdobyły pierwszego miejsca.” Jako przykłady podała „Breakdown” i „Underneath the Stars”, które nie odniosły żadnego sukcesu. Gdy „Breakdown” nie odniósł sukcesu, Carey powiedziała: „Zawsze będę smutna z powodu porażki Breakdown.” Powiedziała także, że limity czasowe narzucane przez kierownictwo przeszkodziły wydaniu wielu singli z albumów Mariah: „... dla mnie ta gadanina brzmiała jak 'Idź do studia! Nagrywaj więcej! Śpiewaj! Śpiewaj!'"
Carey napisała w tekście do książeczki, że mimo iż teraz wydała #1's jako „dziękuję” i uznanie dla fanów, to kiedyś wyda album „greatest hits”, który będzie zawierał piosenki, które nigdy nie były wydane jako single oraz single, które nie zdobyły pierwszej pozycji na listach przebojów. W grudniu 2001 Columbia wydała Greatest Hits, który zawierał single #1 oraz piosenki, które, jak powiedziała Carey: „musiały zostać usłyszane”, np. „Underneath the Stars” i „Forever”. „Jest bardzo dużo piosenek, z których jestem zadowolona, ponieważ ujrzały światło dzienne” powiedziała jednemu z reporterów. „Myślę, że ludzie polubią Greatest Hits, ponieważ zawiera on piosenki, które niekoniecznie były singlami."
Pierwotna wersja „Fantasy” nie znalazła się na #1's, ale na albumie znalazł się „Bad Boy Remix”, wyprodukowany z Seanem Combsem, który jest dla Mariah ulubioną piosenką z albumu. Wiele edycji nieamerykańskich zawierało cover „Without You”, i podczas gdy pominięto „I Don't Wanna Cry”, cover stał się singlem #1 w wielu krajach i był ekskluzywnie wydawany poza USA. Do japońskiej wersji albumu dopisała ona, że bonus „All I Want for Christmas Is You” jest „prezentem ode mnie dla was”.

### Nowy materiał
Ponieważ Carey uważała album za znak wdzięczności wobec fanów, zawiera on nowe piosenki. Pierwsza z nich jest cover „Sweetheart” Rainy Davis o tym samym tytule, zaśpiewany jako duet z JD. Piosenka po raz pierwszy pojawiła się na jego albumie Life in 1472, a Mariah opowiedziała o inspiracji do piosenki: „Myślałam o starych piosenkach, których słuchałam, gdy chodziłam do szkoły. To jest naprawdę słodkie nagranie. Młode dziewczyny na pewno polubią je tak, jak ja lubiłam stare piosenki.” Nazwała oryginał „typowym nagraniem z NY” i umieściła cover na #1's „ponieważ nie nagrałam żadnego! Ha, ha.” Inną nową piosenką jest „When You Believe”. Carey umieściła tę piosenkę, ponieważ według niej był to cud, że zaśpiewała wraz z Whitney Houston. Podczas rozwoju All That Glitters, Mariah została przedstawiona Jeffreyowi Ktzenbergowi, producentowi DreamWorks SKG, który poprosił ją o nagranie „When You Believe” do ścieżki dźwiękowej animowanego filmu Książę Egiptu. Carey i Houston były bardzo zadowolone z tego, że mogły uczestniczyć w tym projekcie.
Piosenka została napisana przez Carey, Stephena Schwartza i Babyface, którzy wyprodukowali też inne piosenki Mariah i współpracowali z nią przy albumach: Music Box i Daydream. Carey i Houston nagrały swoje wersje oddzielnie, ale po usłyszeniu wersji Whitney, Mariah zdecydowała się na nagranie piosenki od nowa. Babyface powiedział, że słyszał już wiele wersji tej piosenki i opisał jej produkcję jako „zwyczajną”: „To nie jest normalna piosenka R&B. Jest to piękna piosenka, ale jest to piosenka filmowa, która nie pasuje ani do Whitney, ani do Mariah, ani do mnie.” Carey powiedziała, że: „ona lubi ją taką, jaką jest.” Opisała ją jako „wielką balladę, która może być inspiracją” i zaprzeczyła spekulacjom na temat rywalizacji jej i Houston o tę piosenkę. „Nigdy nie rozmawiałam z Whitney aż do teraz. Nigdy nie współpracowałyśmy i nie nagrałyśmy wspólnej piosenki. To media i wszyscy zrobili z tego wielką sprawę.” Houston powiedziała: „Mariah i ja świetnie się dogadywałyśmy. nigdy ze sobą nie współpracowałyśmy... To dobrze, że dwie kobiety soulu mogą się ze sobą przyjaźnić."
Carey była współautorka i producentką „Whenever You Call” wraz z długoletnim pomocnikiem, Walterem Afanasieffem, który wyprodukował ja na album Butterfly. Ale Carey zdecydowała się na odświeżenie piosenki i nagranie jej, jako duetu z Brianem McKnightem, ponieważ uważała tę piosenkę za najlepszą z Butterfly, a wiele fanów także ją lubiło; powiedziała także, że „wokale McKnighta sprawiły, że piosenka jest piękna”. McKnight powiedział: „To było fascynujące, pracować z kimś, kto zdobywa sukcesy i posiada takie nagrania. Mariah jest kimś, kto mógłby zadzwonić do każdego, aby nagrać z nią piosenkę, a ona wybrała mnie. Album zawiera duet z Whitney Houston... to naprawdę wspaniałe uczucie, by także współpracować z Mariah”.
Jedna z piosenek specjalnie nagrana na #1's to cover piosenki Brendy K. Starr „I Still Believe”, który został wyprodukowany przez Steviego J i Mike’a Masona. W latach 80. XX wieku Starr pomagała Carey, aby zachować kontrakt, gdy Mariah była jej wokalistką w tle, a Carey chciała jej za to zapłacić.

## Opinie krytyków
Album otrzymał pozytywną ocenę od Stephena Thomasa Erlewine'a z Allmusic, który określił album jako „najlepszy w jej karierze, pokazujący to, co najlepsze w muzyce z lat 90.”. Powiedział także, że „album jest dobry, ale brakuje niektórych dobrych singli..., a nowe piosenki są w porządku, tylko nie pozostaną na długo w pamięci jej fanów”. Magazyn Popular Music and Society opisał go jako „przede wszystkim produkt” ale „zawiera bardzo dobre i wpadające w ucho kawałki”.
Inni krytycy nie faworyzowali albumu. Entertainment Weekly powiedział, że album „pokazuje limit jej możliwości. Słuchanie piosenek z przerwami co kilka miesięcy jest znośne, ale, gdy lecą wszystkie naraz ma się wrażenie, jakby to była milowa jazda windą”. Amy Linden z LAUNCHcast skomentowała: „nawet jeżeli są to utwory, które bardzo dobrze się sprzedawały i znajdowały się na najwyższych pozycjach, to na pewno nie są to najlepsze piosenki Mariah”.
Slant w 2001 roku nazwał #1's „autogratulacjami” i nawiązał do Greatest Hits jako „pierwsza właściwa składanka wokalistki”. „When You Believe” został nominowany do 2000 Grammy Awards i wygrał nagrodę NAACP Image Award. Po wydaniu albumu Carey wygrała Blockbuster Entertainment Award w kategorii „Ulubiona wokalistka – Pop” i została nominowana do MTV Europe Music Award w kategorii „Najlepszy wokalista/wokalista R&B”. #1's zdobył w 1999 roku w Japonii Gold Disc Award w kategorii „Zagraniczny album pop roku”.

## Listy przebojów
#1's został wydany w tym samym tygodniu co albumy wielkich muzyków, jak Garth Brooks, Jewel czy też Method Man oraz My Love Is Your Love Whitney Houston. Millwaukee Journal Sentinel powiedział, że „w tym tygodniu w sklepach muzycznych pojawi się burza nowych płyt”. #1's dostał się na 4. miejsce Billboard 200 w swoim pierwszym tygodniu ze sprzedażą 221 000 kopii, co The Daily Cougar nazwał „przebojowym debiutem”. Był to kolejny album Carey, który nie zdobył 1. miejsca na Billboard (pierwszy był Emotions), ale po miesiącu RIAA dało mu certyfikat podwójnej platyny.
Gdy kierownictwo Columbia Records było zajęte podczas rozwoju albumu na rynku, Eric Boehlert z Rolling Stone zauważył ważność wydania #1's i innych albumów w tym samym czasie: „Artyści, którzy tworzą zwyczaj zalewania rynku muzycznego swoimi albumami w letnim sezonie zakupowym są naprawdę mądrzy. W tym roku jest dokładnie to samo”. Dziennikarz Marc Shapiro, autor biografii Carey, uwzględnił sprzedaż tego albumu w swej książce.
#1's był dziewiętnastym najlepiej sprzedającym się albumem 1999 roku w roku i drugą najlepiej sprzedającą się składanką na świecie. Sprzedaż wyniosła 3,52 miliona egzemplarzy (późny 2005), oraz 1 milion kopii w outletach Sony BMG Clubs. Album znalazł się w pierwszej piątce w Szwajcarii i Włoszech oraz pierwszej dziesiątce w Australii, Austrii, Kanadzie, Niemczech, Szwecji i Wielkiej Brytanii.

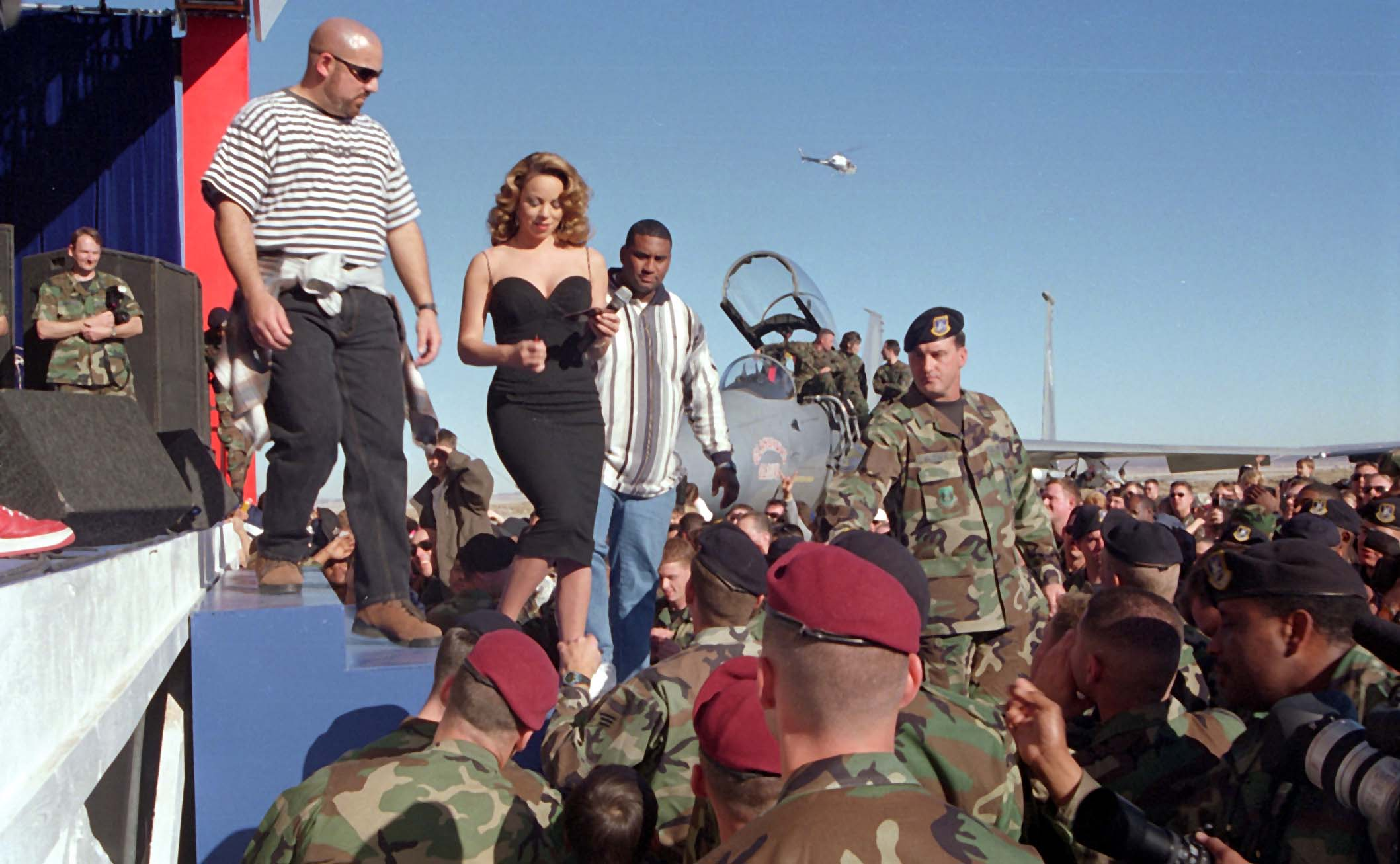
Carey podczas nagrywania teledysku do „I Still Believe”.

"Sweetheart” został wydany jako pierwszy singel z albumu oraz jako drugi singel z Live in 1472 Jermaine’a Dupri, i znalazł się w pierwszej dwudziestce w Niemczech i Szwecji. W USA nie wydano go na CD, tylko emitowano w radiach. „When You Believe” także był singlem z dwóch albumów (#1's i My Love Is Your Love Whitney Houston). Został wydany szerzej niż pierwszy singel i znalazł się on w pierwszej piątce w krajach europejskich, ale w Australii znalazł się w pierwszej dwudziestce, a w Kanadzie – w pierwszej 40. W USA, mimo otrzymania złota, nie był to często emitowany singel i opuścił pierwszą 10. w styczniu 1999. „I Still Believe” był bardziej popularny w Ameryce i znalazł się w pierwszej 5. Billboard Hot 100 w marcu 1999. Zdobył on platynę i dzięki temu #1's pokrył się potrójną platyną. „I Still Believe” nie sprzedawał się tak dobrze jak „When You Believe” i opuścił on pierwszą 40. w Australii.
"Whenever You Call” miał zostać wydany jako 4. singel w połowie 1999 roku, ale wydano wtedy „Heartbreaker”, który promował 9. album Mariah – Rainbow. „Do You Know Where You're Going To? (Theme from Mahogany)” został wydany jako promo singel w Brazylii i niektórych regionach Europy, a remix został wysłany do amerykańskich stacji radiowych. W grudniu 1999 zostało wydane DVD #1's, które zawierało teledyski i nagrania na żywo z koncertów Mariah, podczas których wykonywała hity #1. Pokryło się ono złotem po 3 miesiącach od wydania i platyną w 2005 roku. W 2003 roku album #1's pokrył się pięciokrotną platyną.
Album pokrył się złotem w Argentynie ze sprzedażą 50 000 kopii. Do dzisiaj sprzedano 17 milionów kopii albumu #1's.

## Lista utworów

### Edycja U.S.
1. „Sweetheart” feat. Jermaine Dupri (Rainy Davis, Peter Kessler)– 4:25
2. „When You Believe” feat. Whitney Houston (new version) (Mariah Carey, Stephen Schwartz, Babyface)– 4:36
3. „Whenever You Call” feat. Brian McKnight (Mariah Carey, Walter Afanasieff)– 4:23
4. „My All” (Carey, Afanasieff)– 3:52
5. „Honey” (Carey, Sean Combs, Q-Tip, Stevie J, Stephen Hague, Bobby Robinson, Ronald Larkins, Larry Price, Malcolm McLaren)– 5:00
6. „Always Be My Baby” (Carey, Jermaine Dupri, Manuel Seal)– 4:20
7. „One Sweet Day” feat. Boyz II Men (Carey, Michael McCary, Nathan hrris, Wanya Morris, Shawn Stockman, Afanasieff)– 4:42
8. „Fantasy” (Bad Boy remix) featuring Ol’ Dirty Bastard (Carey, Chris Frantz, Tina Weymouth, Dave Hall, Adrian Belew, Steven Stanley)– 4:54
9. „Hero” (Carey, Afanasieff)– 4:20
10. „Dreamlover” (Carey, Hall)– 3:54
11. „I'll Be There” featuring Trey Lorenz (Berry Gordy Jr., Bob West, Hal Davis, Willie Hutch)– 4:25
12. „Emotions” (Carey, David Cole, Robert Clivillés)– 4:10
13. „I Don't Wanna Cry” (Carey, Narada Michael Walden)– 4:49
14. „Someday” (Carey, Ben Margulies)– 4:07
15. „Love Takes Time” (Carey, Margulies)– 3:49
16. „Vision of Love” (Carey, Margulies)– 3:31
17. „I Still Believe” (Antonia Armato, Giuseppe Cantarelli)– 3:56*

### Bonus tracks
(wersje albumu z tymi piosenkami nie zawierają „I Don't Wanna Cry”)
1. „Without You” (Peter Ham, Tom Evans)– 3:35
2. „Do You Know Where You're Going To?” (Michael Masser, Gerald Goffin)– 3:47 (International Edition)
3. „All I Want for Christmas Is You” (Carey, Afanasieff) 4:01 (tylko w Japonii)

## Pozycje na listach przebojów
| Lista              | Najwyższa pozycja | Certyfikat | Sprzedaż    |
| ------------------ | ----------------- | ---------- | ----------- |
| Australia          | 6                 | Platyna    | 70,000+     |
| Austria            | 6                 | Złoto      | 25,000+     |
| Belgia             | -                 | Platyna    | 50,000+     |
| Brazylia           | -                 | Złoto      | 100,000+    |
| Francja            | 2                 | 2xPlatyna  | 700,000+    |
| Hiszpania          | 7                 | Platyna    | 100,000+    |
| Holandia           | 13                | Platyna    | 80,000+     |
| Japonia            | 1                 | 18xPlatyna | 3,600,000+  |
| Kanada             | 6                 | 3xPlatyna  | 350,000+    |
| Korea Południowa   | -                 | 4xPlatyna  | 400,000+    |
| Meksyk             | -                 | Złoto      | 100,000+    |
| Niemcy             | 10                | Złoto      | 300,000+    |
| Norwegia           | 6                 | Złoto      | 30,000+     |
| Nowa Zelandia      | 13                | 2xPlatyna  | 30,000+     |
| Singapur           | -                 | 4xPlatyna  | 60,000+     |
| Szwecja            | 8                 | Platyna    | 80,000+     |
| Szwajcaria         | 3                 | Platyna    | 75,000+     |
| Włochy             | 5                 | 3xPlatyna  | 350,000+    |
| Wielka Brytania    | 10                | 2xPlatyna  | 700,000+    |
| U.S. Billboard 200 | 4                 | 5xPlatyna  | 5,000,000+  |
| Europa             | 5                 | 2xPlatyna  | 2,800,000+  |
| Świat              | -                 | -          | 17,000,000+ |